# جيم هود
جيم هود (بالإنجليزية: Jim Hood)‏ هو محامي أمريكي، ولد في 15 مايو 1962 في نيو هولاكا في الولايات المتحدة.

## وصلات خارجية
- الموقع الرسمي